# أندريس رييس (لاعب كرة قدم)
أندريس رييس (بالإسبانية: Andrés Reyes Ambuila)‏ هو لاعب كرة قدم كولومبي في مركز الدفاع، ولد في 8 سبتمبر 1999 في Puerto Tejada, Cauca ‏ في كولومبيا. لعب مع أتلتيكو ناسيونال.

## وصلات خارجية
- أندريس رييس على موقع الدوري الأمريكي (الإنجليزية)
- أندريس رييس على موقع قاعدة بيانات كرة القدم.إي يو (الإنجليزية)
- أندريس رييس على موقع Soccerway.com (الإنجليزية)